# أندريه أندريتشوك
أندريه أندريتشوك ( الأوكراني : Андрій Васильович Андрейчук؛ من مواليد 17 فبراير 2003) هو مهاجم كرة قدم أوكراني محترف يلعب لفريق FC Oleksandriya.
أمضى مسيرته المهنية في فرق الهواة. بعد فترة تجريبية قصيرة، في يوليو 2021 ، وقع عقدا مع نادي FC Oleksandriya في الدوري الأوكراني الممتاز. ظهر لأول مرة مع هذا الفريق كلاعب بديل في الشوط الثاني في مباراة الفوز خارج أرضه ضد فريق SC Tavriya Simferopol، في 22 سبتمبر 2021 في دور ال 32 من كأس أوكرانيا. 